# Regiunea Magallanes și Antarctica Chiliană
Región de Magallanes y de la Antártica Chilena (Region XII) este regiunea cea mai sudică din Chile. Ea este formată din „Provincia Magallanes” și „Territorio Antártico Chileno“ care se află pe teritoriul continentului Antarctida, fiind reclamată în anul 1940 de Chile. Capitala regiunii este Punta Arenas. Ținuturile cele mai cunoscute ale regiunii sunt Strâmtoarea Magellan și Țara de Foc. Regiunea se învecinează la nord-est cu Argentina. Are un venit național total de 3.400.000.000 US$, cu 22.600 US$ pe cap de locuitor, în anul 2019.